# Morderstwo Alison Parker i Adama Warda
Morderstwo Alison Parker i Adama Warda – miało miejsce 26 sierpnia 2015 roku w Bridgewater Plaza.

## Przebieg zdarzeń
Do zabójstwa 24-letniej reporterki Alison Parker i 27-letniego operatora Adama Warda doszło o godzinie 6:45 w trakcie przeprowadzania wywiadu na żywo na temat turystyki. Zostali zastrzeleni przez Vestera Lee Flanagana.

## Sprawca
Vester Lee Flanagan (ur. 1974, zm. 26 sierpnia 2015) został zidentyfikowany jako sprawca masakry. Pracował jako reporter i prezenter w stacji telewizyjnej WTWC. Zwolniony z pracy z powodu dziwnego zachowania i za groźby pod adresem współpracowników. W kwietniu 2012 roku powrócił na stanowisko i rok później ponownie zwolniony. Po zabójstwie uciekł z samochodem i rozbijając samochód, postrzelił się. Zmarł w szpitalu.

## Reakcje
Prezydent Barack Obama powiedział w oświadczeniu, że był załamany morderstwem dziennikarzy.